# Liriomyza inopinata
Liriomyza inopinata este o specie de muște din genul Liriomyza, familia Agromyzidae, descrisă de Spencer în anul 1977. Conform Catalogue of Life specia Liriomyza inopinata nu are subspecii cunoscute.